# Копейский рабочий
«Копейский рабочий» — российская газета, официальный печатный орган администрации Копейского городского округа. Издание носит общественно-политический характер.

## Известность
Издание получило широкую известность, благодаря маркетинговому ходу: мировые знаменитости (в основном голливудские актёры: Брюс Уиллис, Анджелина Джоли, Брэд Питт, Том Хэнкс, Леонардо Ди Каприо, Стивен Спилберг, Ричард Гир, Джонни Депп, Мэтт Деймон, Джастин Тимберлейк, Харрисон Форд, Дензел Вашингтон, Эмма Уотсон, Хелен Миррен, Аманда Сейфрид, Кейт Хадсон, Наоми Уоттс, Кейт Уинслет, Джеки Чан и др.) в течение четырёх лет безвозмездно снимались с газетой в руках.

## Учредители
- автономная некоммерческая организация «Редакция газеты „Копейский рабочий“»,
- областное государственное учреждение «Издательский дом „Губерния“»,
- администрация Копейского городского округа Челябинской области,
- Собрание депутатов Копейского городского округа Челябинской области.